# Beratin Gábor
Beratin Gábor (Budapest, 1954. október 21. –) magyar színész, bábszínész, szinkronszínész.

## Életpályája
1975–1977 között elvégezte a Bábstúdiót, 1977-ben felvették a Színház- és Filmművészeti Főiskolára. A diploma megszerzése után 1981-ben a nyíregyházi Móricz Zsigmond Színház szerződtette. 1982–86-ban a kecskeméti Katona József Színház, 1986-tól 1988-ig a békéscsabai Jókai, 1988–90-ben a győri Kisfaludy Színház tagja volt. 1990–91-ben a kecskeméti Katona József Színház bábtagozatának rendezője és művészeti vezetője. 1991-ben szabadfoglalkozású lett. 1993 óta a Budapest Bábszínház művésze. 
Színpadi hősök és karakterfigurák sokszínű megszemélyesítője, elnyerte a társulat Havas-B.Kiss-díját. Kamaszos alkatával ügyefogyott hősöket, táncoskomikus figurákat játszik.

## Főbb színházi szerepei
- Andrius Satas – Saulius Šaltenis: Sicc, halál!
- Gróf Óvári Tivadar – Lehár Ferenc: Cigányszerelem
- Trofimov – Csehov: Cseresznyéskert
- Frédi – Huszka Jenő: Lili bárónő